# Пластом
Пласто́м — генетический материал, содержащийся в пластидах растительной клетки (обычно этот термин употребляют по отношению к хлоропластам).

Схема пластомной ДНК:
1. Малая единичная копия
2. Инвертированные повторы
3. Крупная единичная копия

ДНК, содержащаяся в хлоропластах, — кольцевая, по плотности обычно несколько отлична от ядерной ДНК (например, у Euglena gracilis плотность ядерной ДНК составляет 1,707 г/см³, а ДНК из хлоропластов — 1,685 г/см³).
Пластомная ДНК, как и ядерная, способна к репликации, трансляции и транскрипции. Она кодирует все тРНК и рРНК хлоропластов, часть рибосомных белков пластид, а также белковых комплексов мембран. Кроме того, основной фермент хлоропластов — рибулозодифосфаткарбоксилаза — наполовину кодируется пластомными генами.
Пластом характеризуется огромным числом копий ДНК на клетку (на иллюстрации справа пластомная ДНК содержит 2 копии).
Как правило, у растений наблюдается наследование пластомов по материнскому типу (то есть пластиды растение получает целиком от материнского растения) (например, у ночной красавицы), реже — по отцовскому (герань) или по обоим родителям (кипрей).